# ARD-aktuell

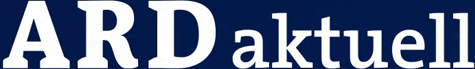
Ehemaliges Logo von ARD-aktuell

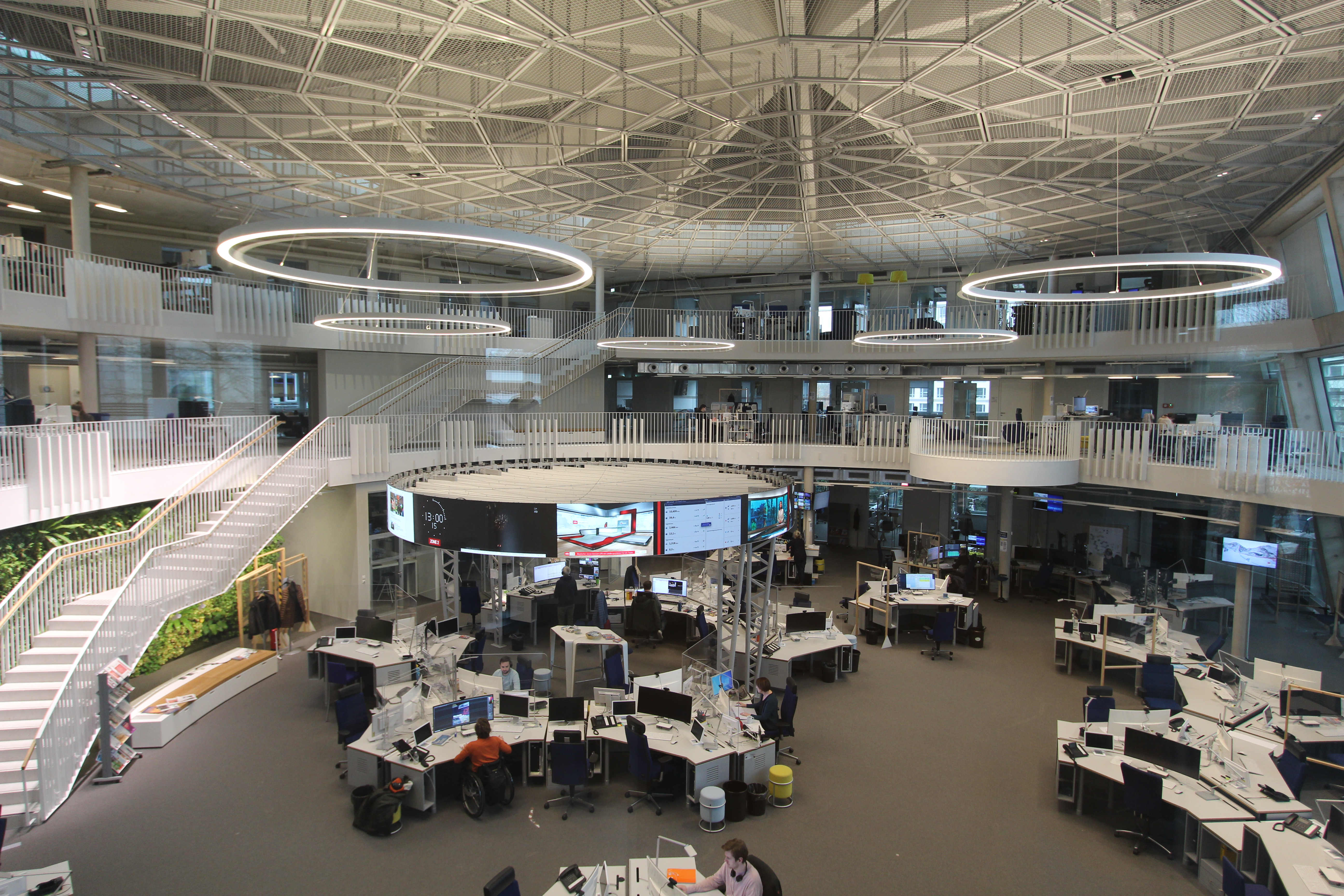
Innenansicht des Newsrooms der ARD-aktuell-Redaktion

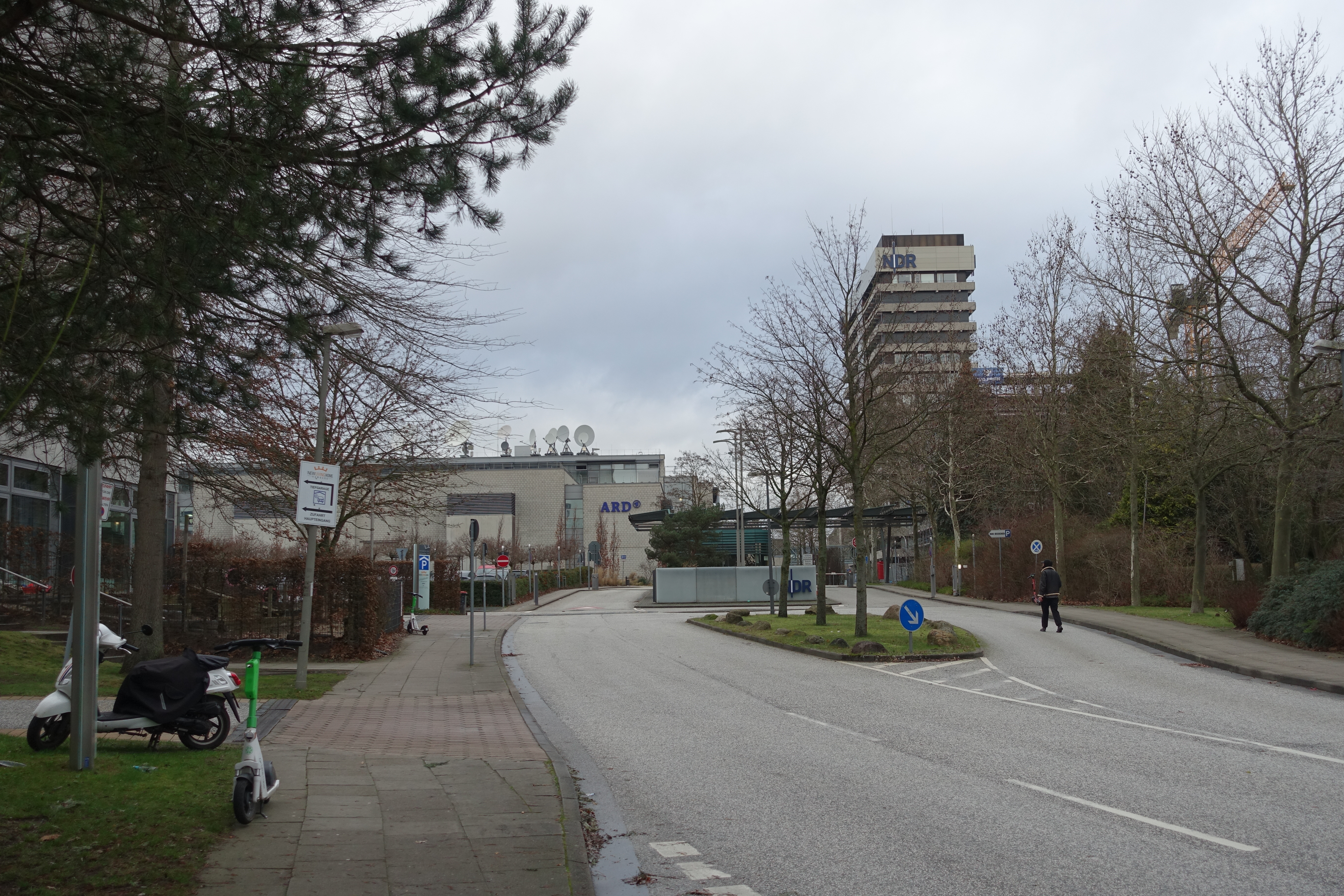
Sitz von ARD-aktuell:
Haus 18 auf dem NDR-Gelände in Hamburg-Lokstedt (links)

ARD-aktuell ist die zentrale Fernsehnachrichtenredaktion der ARD. Sie produziert die Sendungen Tagesschau, Tagesthemen und Tagesschau-Nachrichten, und ist für das eigenständige Online-Angebot tagesschau.de sowie weitere multimediale Auftritte der Tagesschau als Medienmarke verantwortlich.

## Organisation
ARD-aktuell ist eine Gemeinschaftseinrichtung der ARD. Sie ist beim NDR in Hamburg-Lokstedt angesiedelt. Weitere Redaktionen von ARD-aktuell befinden sich bei verschiedenen Standorten der einzelnen Rundfunkanstalten. Der Chefredakteur der Nachrichtenredaktion wird von den ARD-Intendanten gewählt, wobei dies mit einer Zwei-Drittel-Mehrheit erfolgen muss.
Etwa 300 Mitarbeiter arbeiten in der ARD-aktuell-Zentrale in Hamburg, der Korrespondenten aus dem In- und Ausland Berichte zuliefern. Die Redaktion ist in zwei Bereiche aufgeteilt; das Planungsteam entwickelt die Programmideen und das Sendeteam stellt die Sendungen her.
Alle Formate werden live gesendet. ARD-aktuell produziert derzeit (2023) täglich zwischen 9 und 20 Uhr eine durchgehende Nachrichtensendung unter dem Titel Tagesschau-Nachrichten für den Nachrichtenkanal sowie im Abend- und Spätabendprogramm zusätzliche Tagesschau-Ausgaben. 

## Geschichte
ARD-aktuell wurde 1977 als ARD-Gemeinschaftseinrichtung für die Herstellung der aktuellen Nachrichtensendungen im Ersten Fernsehprogramm gegründet. Neben der Tagesschau produzierte die Redaktion den 2014 eingestellten Wochenspiegel. 1978 wurden die Tagesthemen als Nachrichtenjournal im Spätabend-Programm neu eingerichtet, 1995 folgte das 2022 wieder eingestellte Nachtmagazin als Nachrichtenmagazin gegen Mitternacht. 2003 startete neben den Sendungen im Ersten eine Live-Nachrichtenstrecke auf dem damaligen Digitalprogramm Eins Extra, die in den folgenden Jahren weiter ausgebaut wurde. Seit 2012 heißt das Programm tagesschau24.  

## Chefredakteure von ARD-aktuell
| Chefredakteur     | Jahre     |
| ----------------- | --------- |
| Dieter Gütt       | 1978–1980 |
| Edmund Gruber     | 1981–1988 |
| Henning Röhl      | 1988–1991 |
| Gerhard Fuchs     | 1991–1993 |
| Ulrich Deppendorf | 1993–1998 |
| Bernhard Wabnitz  | 1999–2005 |
| Kai Gniffke       | 2006–2019 |
| Marcus Bornheim   | 2019–     |